# Auguste Dumont de Chassart
Cet article possède un paronyme, voir Auguste Dumont.
Pour les articles homonymes, voir Dumont et Chassart (homonymie).
Pour les autres membres de la famille, voir Famille Dumont de Chassart.
L'écuyer Auguste François Louis Marie Dumont de Chassart, né le 3 octobre 1859 au château de la Hutte à Sart-Dames-Avelines et décédé d'une crise d'asthme le 26 août 1921 au Châtelet à Villers-la-Ville (Belgique), fut un homme politique catholique belge.
Il fut docteur en droit (Université catholique de Louvain). Il fut membre du CA de la société Dumont Frères, à Chassart, dès 1902 et en 1917, il succédant  à son oncle Théodore Dumont de Chassart à la présidence ; il fut administrateur-délégué des carrières de Ligny.
Il fut élu conseiller communal et bourgmestre de Villers-la-Ville (1895-1911) et sénateur de l'arrondissement de Nivelles (1912-1921), ainsi que commissaire d'arrondissement.
Il fut créé écuyer le 20 septembre 1906 et par A.R. du 29 octobre 1908, il reçut l'autorisation de joindre à son nom celui de de Chassart ; chevalier de l'ordre de Léopold, commandeur de l'ordre de Saint-Grégoire-le-Grand.

## Généalogie
- Fils aîné de Louis Dumont (1835-1899) et de Laure Duvieusart (1837-1914) ;
- Neveu d'Eugène Dumont de Chassart et d'Edmond Dumont, évêque de Tournai ;
- Il épousa en 1884 Alice Glibert (1864-1946) ;
  - Ils eurent cinq enfants : Marie-Louise (1885-1955) épouse d'Arnold van Wassenhove, Ghislaine (1888-1971) épouse du général-baron (Gaston) de Trannoy,  Xavier (1890-1960), Jacques (1892-1983) et Caroline (1897-1987), qui épousa le chevalier Henry de Menten de Horne.

## Sources
- Ressource relative à plusieurs domaines :   - ODIS
- Bio sur Mig.be